# Ozicrypta digglesi
Ozicrypta digglesi là một loài nhện trong họ Barychelidae. Loài này phân bố ờ Queensland.